# Chien de berger
Pour les articles homonymes, voir Berger (homonymie).

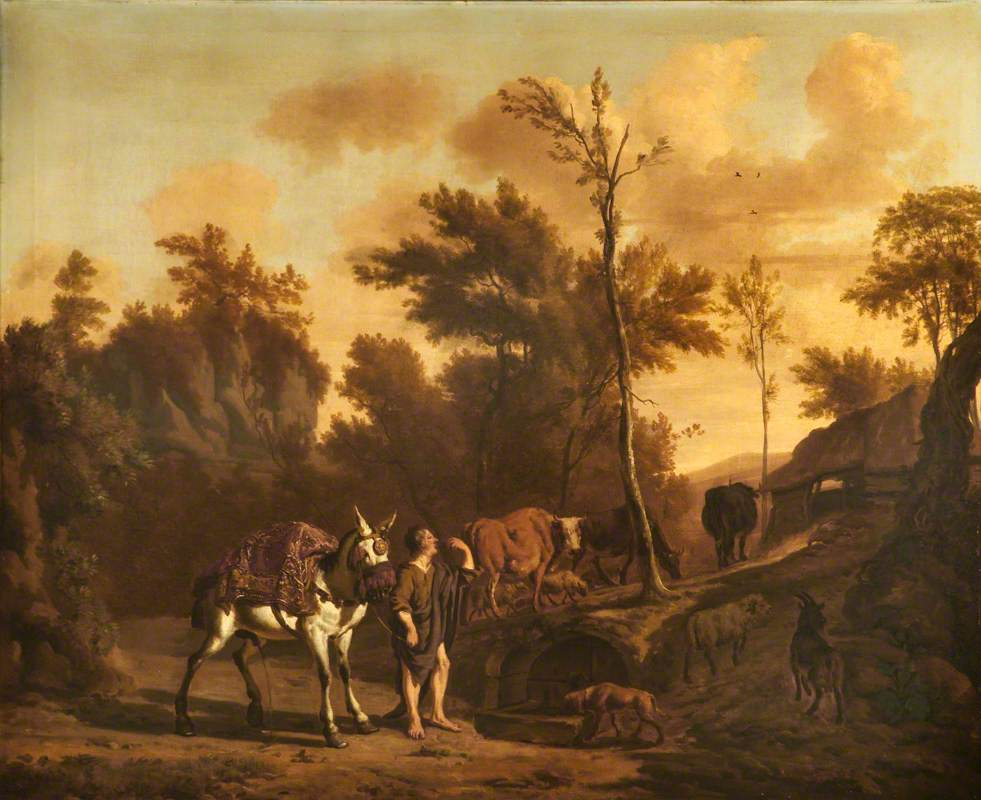
Jusqu'aux siècles derniers, les chiens de troupeaux étaient de grande taille et de type molossoïde, consacrés à garde du bétail contre les prédateurs (ours, loups). Les pays se débarrassant de ces prédateurs ont permis aux bergers de sélectionner des chiens de petite taille, de type lupoïde dont la légèreté et la mobilité sont plus adaptées aux travaux de conduite, de gardiennage et de direction des animaux du troupeau et de ferme, en groupe ou isolés.

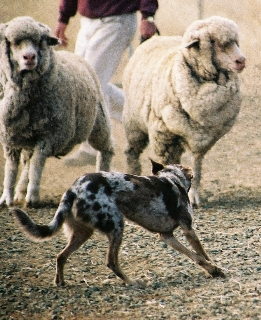
Un colley australien au travail avec des moutons.

Le chien de berger ou chien-berger ou chien de troupeau correspond, historiquement, à des lignées de chiens sélectionnées par les éleveurs et les bergers pour les aider dans la conduite de leur troupeaux. 

## Aperçu historique
La domestication du chien est intervenue au début du Paléolithique supérieur. Le canidé a, alors, un rôle probable d'auxiliaire de chasse qui facilite la traque et le rabat. Sa fonction d'éboueur, de gardien de maison et de troupeau est associée au Néolithique.
« C'est en Islande, où il n'y a jamais eu de prédateurs d'une taille supérieure au renard, qu'on trouve les traces les plus anciennes de l'utilisation d'un chien de conduite (XIIIe siècle). La Grande-Bretagne s'étant débarrassée du loup dès le  XVIe siècle, le chien de conduite a pu s'y implanter à cette époque, mais il n'est pas apparu sur le continent avant le XVIIe siècle. Sa propagation en Europe a été, par la suite, progressive ».
On trouve une mention de chien de berger dans la saga d'Olaf Truggvason, de Snorri Sturluson au début du XIIIe siècle : en Irlande, Olaf est témoin d'une scène dans laquelle un chien trie les vaches de son propriétaire, fonction que l'on retrouve toujours aujourd'hui. Olaf, surpris, prend le chien que lui donne le berger et l'emporte avec lui.
On commence à mentionner le chien de berger au Pays de Galles au XVe siècle. Le chien de berger se répand dans les îles britanniques, puis à partir du XVIIe siècle sur le continent européen.

## Fonction
L'aide fournie au paysan va de la conduite du bétail lors des déplacements comme les transhumances, le regroupement ou la division du troupeau en plus petites unités, la recherche de bêtes perdues ou la défense du cheptel contre les prédateurs. Ces chiens présentent généralement des caractéristiques lupoïdes. Ils effectuent un travail similaire à celui des chiens bouvier pour les bovins. 

## Les races reconnues internationalement
Concernant les chiens de race, celles classées comme « chien de berger » se trouvent dans la section 1 du 1er groupe de chiens selon la nomenclature FCI. Le travail pastoral ayant beaucoup diminué[réf. nécessaire], les chiens de berger ont dû se reconvertir. Leur intelligence, leur capacité au travail et leur sens de la protection en font d'excellents chiens d'utilité pour l'armée, la police et le gardiennage privé. Certains d'entre eux sont principalement formés à l'exécution de tâches de protection, de détection et de pistage, et constituent des auxiliaires précieux pour les services mentionnés. C'est le cas particulièrement du berger belge malinois et du berger allemand. Les chiens de berger ont aussi été adoptés comme chiens de famille, chiens de garde et chiens de sport. 
Le chien de rive est une spécificité du chien de berger, consistant à garder le troupeau dans une zone définie de pâturages et en l'absence de clôture. Le chien (souvent un berger allemand ou un berger de Beauce) court sur le côté d'une parcelle afin d'empêcher le troupeau d'en franchir la limite. Il peut également défendre le troupeau contre les prédateurs. 
Les chiens de garde de troupeaux comme le chien de montagne des Pyrénées reviennent en faveur avec le retour du loup dans des pâtures où ils avaient disparu. Imprégnés dès leur jeune âge pour considérer les moutons comme faisant partie de leur famille, ils vivent avec les troupeaux aux pâturages et repoussent les prédateurs : loups, ours, chiens errants, etc. Métreaux[Qui ?] décrit ces chiens dont la « spécificité est de s'étendre au soleil en attendant que la canicule passe », et ne deviennent actifs que devant de grands dangers.

### Liste

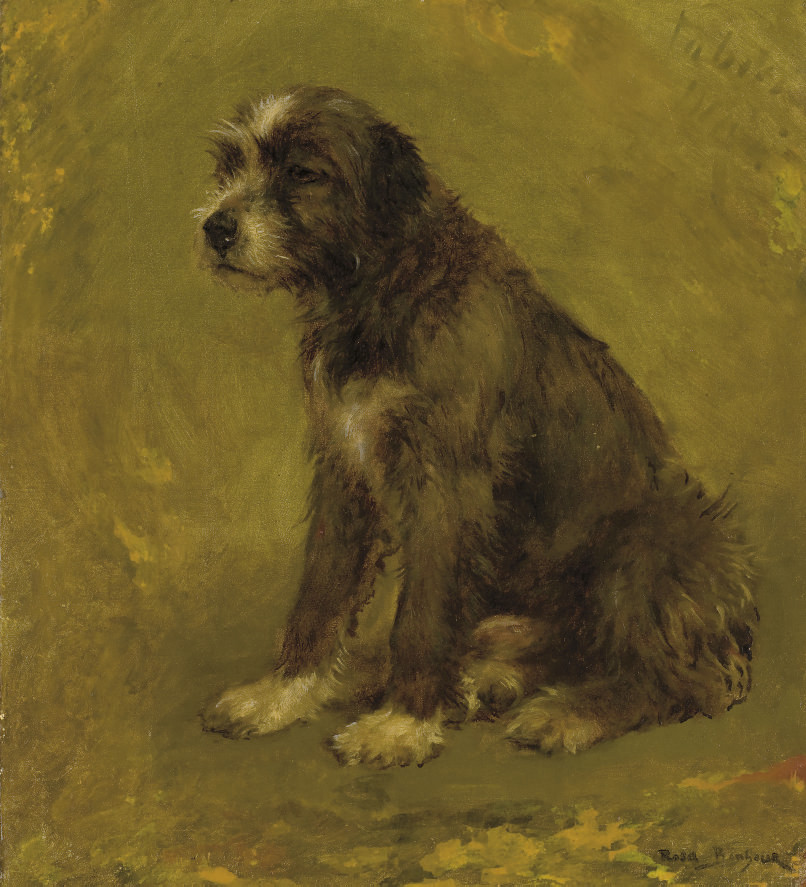
Chien de berger, assis
Rosa Bonheur (1822-1899)
Collection privée, Vente 2008

Voici la liste des races reconnues par la FCI comme faisant partie de la section 1 du 1er groupe de chiens selon la nomenclature FCI :
- Bearded collie
- Berger allemand
- Berger anglais ancestral (Bobtail)
- Berger australien
- Berger belge
- Berger de Bergame
- Berger blanc suisse
- Berger catalan
- Berger croate
- Berger de Beauce (Beauceron, Bas rouge)
- Berger de Brie (Briard)
- Berger de la Maremme et des Abruzzes
- Berger de la Serra de Aires
- Berger de Majorque
- Berger de Mioritza
- Berger de Picardie (Berger picard)
- Berger de Russie méridionale
- Berger des Pyrénées à face rase
- Berger des Pyrénées à poil long
- Berger des Shetland
- Berger des Tatras
- Berger hollandais
- Berger polonais de plaine
- Berger roumain des Carpathes
- Border collie
- Chien-loup de Saarloos
- Chien-loup tchécoslovaque
- Colley à poil court
- Colley à poil long
- Kelpie australien
- Komondor
- Kuvasz
- Mudi
- Puli
- Pumi
- Schapendoes néerlandais
- Schipperke
- Tchouvatch slovaque

### Races reconnues à titre provisoire par la FCI
- Berger américain miniature ;
- Berger de Bohême ;
- Lancashire Heeler.

### Races en phase de sauvetage non encore reconnues par la FCI
- Berger d'Auvergne (auvergnat) ;
- Berger de Crau.

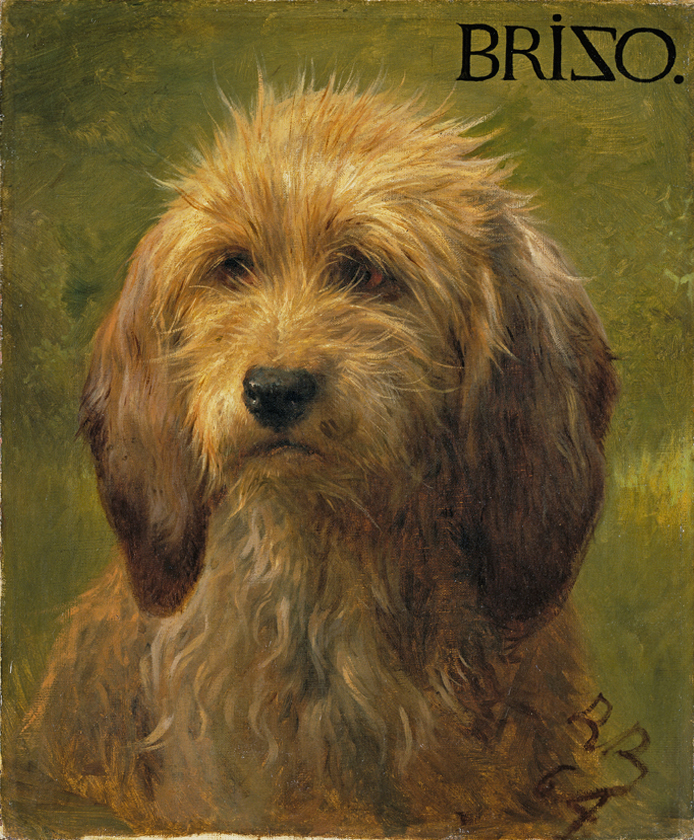
Brizo, un chien de berger
Rosa Bonheur, 1864
Wallace Collection, Londres

Le tableau réalisé par la peintre animalière Rosa Bonheur en 1864, intitulé Brizo, un chien de berger et conservé dans la Wallace Collection, est selon les conservateurs du musée, une femelle lévrier. Ce type de chien étaient généralement gardés en meute et la race est un choix inhabituel pour un chien de berger, bien que le Kennel Club décrive les lévriers comme « aimables et d'humeur égale ».

## Valorisation

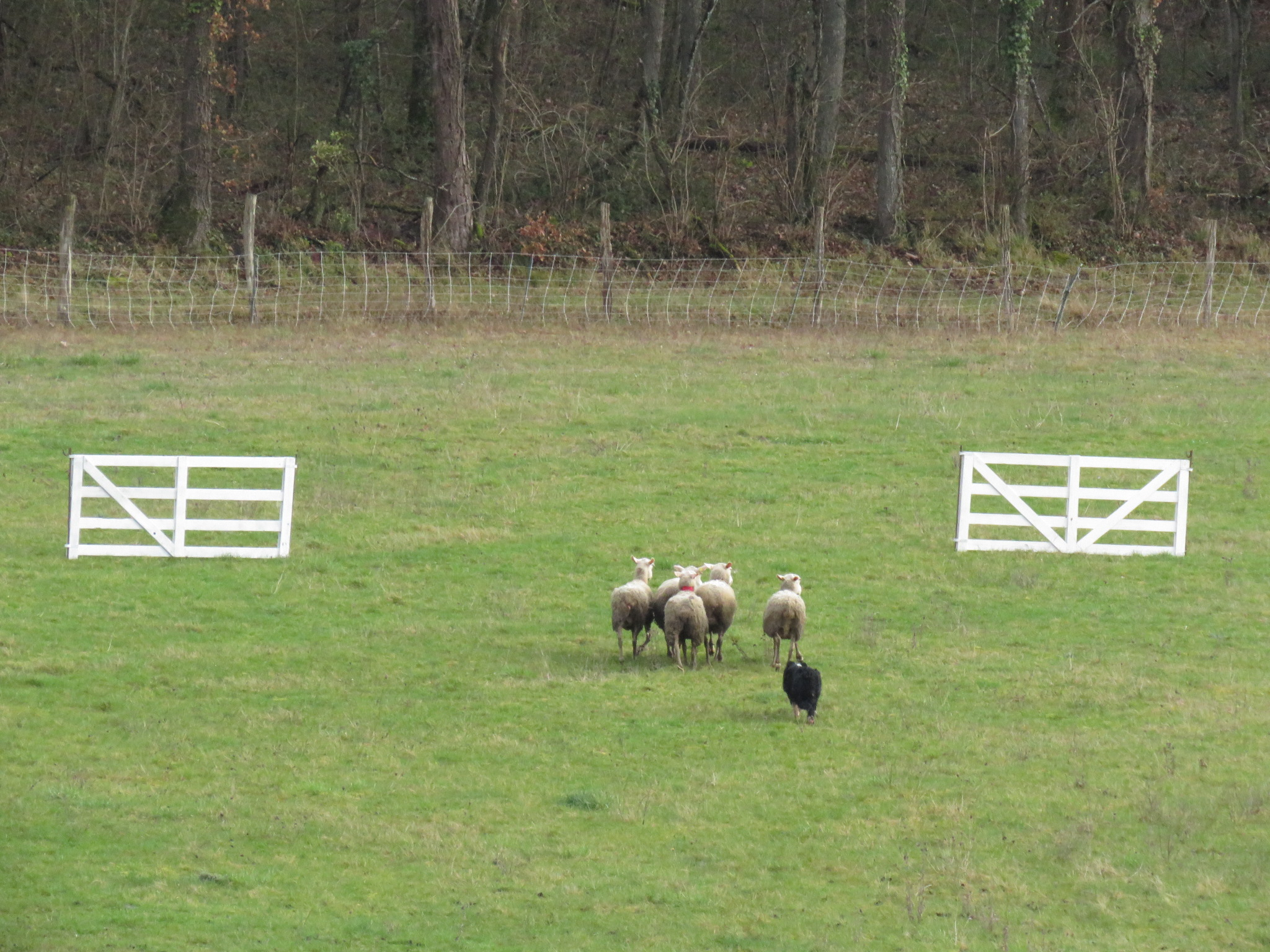
Un border collie faisant passer des brebis entre deux barrières lors d'un concours « spécial border »

Afin de valoriser le travail des chiens et le savoir-faire des bergers et bouviers, des concours ont lieu au niveau national et mondial. En France, il existe les concours continentaux (dédiés aux chiens de berger issus du continent européen, donc excluant les borders collies), les concours inter-races (permettant à toutes les races bergères et bouvières de participer) et les concours « spécial border », réservés aux borders collies.
Ces concours sont répartis en trois niveaux : le niveau 1 est réservé aux chiens et conducteurs débutants, les chiens non inscrits au LOF sont acceptés ; le niveau 2 est réservé aux chiens pur race inscrits au LOF ; enfin le niveau 3 regroupe les chiens et conducteurs confirmés, ayant gravi les précédents échelons.
Les épreuves consistent, selon les types de concours, à réaliser du travail de ferme (conduite de troupeau ovin ou bovin, séparation du bétail, passage de claies, mise en parc, mise en bétaillère, etc.). L'écoute et le comportement du chien, mais aussi le travail du conducteur sont évalués.